# 新北市立三重高級商工職業學校
新北市立三重高級商工職業學校（英語：New Taipei San-Chung Commercial and Industrial Vocation High School，縮寫：SCVS），簡稱三重商工、重商，是新北市的一所技術型高級中等學校。因應五都改制，2013年1月1日改制為新北市立三重高級商工職業學校，現屬新北市政府。

## 校史
- 1971年8月，「臺灣省立三重高級商工職業學校」正式創校，招生分工、商科兩部份。
- 1973年8月，成立附設進修學校，增設綜合商業科、機械工程科、汽車修護科三科。
- 1974年8月，熔接科改名為板金科，附設進修學校增設模具科。
- 1975年8月，增設進修學校板金科。
- 1980年8月，進修學校與華南塑膠公司辦理員工進修班，於1995年7月停辦。
- 1981年8月，商科由「實驗階梯教學」改為「一般單位行業教學」。
- 1983年8月，進修學校試辦「延長以職業教育為主的國民教育」，設置商業科、機工科、模具科三科。
- 1984年8月，除了汽車科保留「階梯式教學」外，其他工科改為群集教學。
- 1986年8月，銷售事務科改名為資料處理科。
- 1988年8月，儲運事務科改名為商業經營科；延長國教班改設機械修護科及商用資訊科。
- 1989年8月，進修學校試辦第二專長教育班。
- 1994年8月，汽車修護科設立特殊教育班，招收輕度智障學生。同年12月正式成立校友會。
- 1995年2月，「延長以職業教育為主的國民教育」改名為「實用技能班」。
- 1996年8月，以調班增科方式，增設製圖科。
- 2000年2月，改隸為「國立三重高級商工職業學校」。
- 2007年，汽車修護科改名汽車科。
- 2008年，成立應用外語科，並裁撤會計科 。
- 2013年1月1日，改隸為「新北市立三重高級商工職業學校」。
- 2014年10月6日，為響應環保並確保師生健康，學校餐廳（含早餐部）及合作社不提供免洗筷。
- 2014年11月22日，與台北海洋科技大學簽署策略聯盟，當日正逢第43屆校慶。
- 2014年12月12日，合作社結束營業清算案，全校教職員開會討論，結果確定破產，即將結束營業，並於擇日開會開放便利商店（四大超商）進駐原合作社位置。
- 2015年，成立體育實驗班科（該屆招收一班）。
- 2015年10月13日，販賣部（原合作社）重新開張營業。[2]
- 2016年，暑假期間與宏遠國際餐飲集團簽約，原早餐店跟此集團合作，學生餐廳交由此集團負責供餐，並且開發了校內餐飲購買卡（此卡販賣部皆不使用）
- 2017年7月1日-8月30日，操場及籃球場重建整修。
- 2018年10月11日，全民國防暨國軍人才招募專業教室啟用。
- 2018年12月8日，活動中心重新啟用。
- 2019年2月20日，與日本三重縣松阪商校締結姊妹校。
- 2019年7月，三重商工地下公有停車場啟用。
- 2022年9月，學生餐廳之廠商因衛生問題停止營業。
- 2023年2月，紅太陽廚房(Red Sun kitchen）進駐學生餐廳。
- 2023年6月，金融情境教學中心落成。

## 歷代校長
| 屆任   | 姓名   | 在任                 | 異動原因                                                                     |
| ------ | ------ | -------------------- | ---------------------------------------------------------------------------- |
| 第1任  | 李加楓 | 1971年8月－1983年2月 | 退休                                                                         |
| 第2任  | 傅元湘 | 1983年2月－1989年2月 | 原臺灣省立羅東高級中學校長轉任，調任臺灣省立臺中高級工業職業學校校長         |
| 第3任  | 伍中平 | 1989年2月－1989年3月 | 因公殉職                                                                     |
| 第4任  | 余瑞霖 | 1989年3月－1989年7月 | 兼代校長歸眷                                                                 |
| 第5任  | 張宗林 | 1989年8月－1993年2月 | 原臺灣省立宜蘭高級商業職業學校校長轉任，任滿退休                             |
| 第6任  | 蔡 勇  | 1993年2月－1998年8月 | 調派臺南一中校長                                                             |
| 第7任  | 陳達郎 | 1998年8月－2002年8月 | 退休                                                                         |
| 第8任  | 郭清榮 | 2002年8月－2009年8月 | 原臺北縣立板橋國民中學校長轉任，調任國立新店高級中學校長                     |
| 第9任  | 倪靜貴 | 2009年8月－2015年7月 | 原國立新莊高級中學校長轉任，調任新北市立新北高級中學校長                     |
| 第10任 | 林清南 | 2015年8月－2021年7月 | 原新北市立瑞芳高級工業職業學校校長轉任，調任新北市立新北高級工業職業學校校長 |
| 第11任 | 李立泰 | 2021年8月－          | 原新北市立泰山高級中學校長轉任                                               |

## 日間部、（夜間）進修部
每個科各招收甲乙2班，112學年度辦理特色招生機械科5名、製圖科5名、商業經營科5名、汽車科5名、機械科（進修部）10名、汽車科（進修部）10名、商業經營科（進修部）15名。其他科系甲乙班則皆為經由考試入學的普通班
- 機械科
- 汽車科
- 板金科
- 製圖科
- 模具科
- 商業經營科
- 國際貿易科
- 應用外語科
- 資料處理科
- 餐飲服務科（服務群科）
- 門市服務科（服務群科）
- 汽車美容服務科（服務群科）
- 體育實驗班（104學年開班單獨招生，田徑及籃球專長各10人）

實際招生資料建議參考學校招生資訊網頁(https://www.scvs.ntpc.edu.tw/p/412-1000-238.php?Lang=zh-tw （页面存档备份，存于）)

### 進修學校
於夜間上課，星期一至星期四為18:00至22:10，星期五則為18:00至21:15。
有時擔任國家考場（例如：四技二專統一入學測驗、國中教育會考），禮拜五，依法停課
- 機械科
- 模具科
- 汽車科
- 商業經營科

## 校園建築
- 校門口

警衛室、服務隊休息室、體育器材室
- 弘道樓

自創校啟用至今，為行政大樓
一樓：總務處、學務處、專任教師室、健康中心
二樓：校長室、會計室、人事室、實習處、會議室
三樓：教務處、輔導室、印刷室、專任教師室
四樓：檔案室、會議室、校史室
- 信義樓

一樓：早餐部、學生餐廳
二樓：販賣部
三樓：進修學校行政辦公室＆進修學校教官室
四樓：國防教室、音樂教室、健護教室
- 資訊樓

一樓：資處科辦公室、資處科專業教室、第一＆第二電腦教室
二樓：CAI辦公室＆製作室、第三＆第四電腦教室、設備組
三樓：第五＆第六電腦教室、商業自動化電腦教室、外語語言教室、選手訓練室
四樓：第七＆第八電腦教室、第二視聽教室
- 忠孝樓

原為舊工科大樓
一樓：聚寶齋、金融情境教學中心
二樓：服務群科教室、特教組辦公室
三樓：預留教室
四樓：預留教室
- 仁愛樓

一樓：美術教室、烘焙教室、餐飲教室
二樓~四樓：為進修學校教室、二樓為體育班
夜間部總務處所在地
- 製圖館＆和平樓

位於板金工廠左方
一樓：服務群科教室
二樓：專業教室、製圖科辦公室、選手訓練室、和平電腦教室A＆B
三樓：專業教室、技士辦公室、模具科辦公室（和平樓）
四樓：手繪教室、電腦繪圖教室C
- 汽車工廠

一樓：汽車科工廠
二樓：汽車科工廠及汽車科辦公室。
- 板金工廠

位於體育館前方
一樓：板金科辦公室、電繪教室、實習工廠
二樓：一年級的工廠
三樓：二年級的工廠
四樓：三年級的工廠
- 機械工廠

位於活動中心左前方
一樓：CNC教室（內有電腦銑床）、傳統工廠5、6
二樓：導師辦公室、電腦教室
三樓：傳統加工廠1、2、3、4（內是車床、銑床、鑽床、鉗工桌及1-2台磨床）
四樓：繪圖教室、油壓室
五樓：機械電學教室A，B、繪圖教室
- 模具工廠

位於板金工廠後方，舊模具工廠於2011年6月13日起拆除，原地新建新模具工廠，共有四層樓與新工科大樓屬同類型建築，已於2014年2月全棟啟用
一樓：CNC工廠、特殊加工工廠、電腦教室
二樓：傳統加工工廠、技士室
三樓：傳統加工工廠、技佐室
四樓：傳統加工工廠、專業教室
- 商科大樓

為商科教室、國貿科、商經科、應外科辦公室所在地，位於操場正前方
一樓：開放空間、司令台
二樓：一年級教室、應外科辦公室
三樓：二年級教室、商經科辦公室
四樓：三年級教室、國貿科辦公室
五樓：各商科專任教室
- 新工科大樓

位於舊工科大樓後方空地
一樓：大部分一年級教室、教官室
二樓：汽一甲、汽一乙教室、大部分二年級教室、數學科專業教室
三樓：汽二甲、汽二乙教室、大部分三年級教室
四樓：三年級教室（汽三甲、汽三乙、圖三甲、圖三乙）、社會科專業教室、化學科實驗室
- 學生宿舍

一樓：預留空間
二、三樓：宿舍
- 活動中心

舉辦活動、週會、演講時使用，也開放社會團體租借使用
儀隊與樂隊均在此練習，服務隊於活動中心外空地進行訓練
- 體育館

學務處體育組所在地
一樓：游泳池
二樓：籃球場
三樓：體育組辦公室、體育器材
四樓：多功能球場
- 圖書館

位於弘道樓的右側，精神堡壘的後方
一樓：第一視廳教室、國文科專業教室、學習中心
二樓：書庫、閱覽室
三樓：藝文教室

## 校服

### 制服
- 男學生：衣服藍白條紋（領子為尖領），搭配黑色長褲，冬季搭配厚黑色長褲。
- 女學生：衣服藍白條紋（領子為圓領），夏季搭配深藍色窄裙，冬季搭配深藍色長褲。
- 外套：2009年由校服會議通過，廢除制服外套，只剩下服務隊隊員穿著，學校另外訂製。
- 裙子：2017年由全校師生投票決定款式，（非強制性購買的正式校服）

### 運動服
- 分為舊版和2018年新版
- 舊版
  - 男女皆相同款式，紫色上衣、褲子及外套，另有短褲可自由決定穿著。
  - 於2016年起短褲購買與否由學生自行決定，目前學校合作社可訂購。（非正式校服）
  - 外套：可搭配制服。
- 2018年新版
  - 男女皆相同款式，深藍色上衣及褲子旁邊有藍線條（夏季、冬季）、深藍色圓領上衣（設計形式一樣）材質為排汗性布料
  - 外套：可搭配制服。材質換成排汗性布料。

### 書包
- 分為舊版和2009年度新版：
  - 舊版：正面校名國立三重商工為標楷體字體(日間部：白字，進修部：黃字)，於書包正面，書包為深藍色。
  - 新版：是由四年一次的校服會議上提議更改，書包格式沒太大差別，差別在於字體，以小字三重商工及一鳳凰圖案鳥類於右下角，書包與舊版同為深藍色。
- 校慶紀念書包
  - 從2015年開始豎立的校園傳統

### 其他
- 毛衣：可搭配運動服或是制服。
- 工作服：工科學生進入工場需穿著黑色長袖工作服或藍色短袖工作服。
- 帽子：為要求工場安全，工科師生皆須配戴，製圖科除外。
- 徽章：由學生設計，每年都會重新設計新徽章，並且安裝於後背包上，並非強制購買。

## 學生社團
（僅供參考 每學期會異動）
- 以下為112學年度第一學期社團一覽。（每學年度社團大致相同，但偶爾會因學生請願新建社團或社員不足廢除社團）

### 服務類
- 儀隊
- 影音設備社
- 活力志工社
- 童軍社
- 活動設計社（班聯會）
- 校園修繕服務社
- 雅芳一社
- 國防培育社

### 運動類社團
- 籃球社A
- 籃球社B
- 袋棍球社（男女不限）
- 肌樂社
- 羽球社
- 排球社
- 游泳社
- 棒球社
- 自行車社
- 管樂社
- 太鼓社
- 熱音社
- 吉他社
- 流行歌曲研習社
- 熱舞研習社A(Breaking)
- 熱舞研習社B(Popping)
- 熱舞研習社C（女熱）
- 熱舞研習社D(Locking)

### 學藝類社團
- 汽球造型社
- 寶可夢卡牌社
- 味蕾在天堂社
- 金屬線編藝術手作社
- 刊物編輯與設計社
- 真善美社
- 電影欣賞社
- 戲劇社
- 獨輪車社
- 日文研習社
- 韓文研習社
- 魔術社
- 茶藝社
- 黑潮技藝社
- 御宅藝社
- 詠春拳研習社
- 台德菁英交流社
- 自媒體製作社

## 姊妹校

### 日本
- 松阪商業高校（日语：松阪商業高校）

### 德國
- 費利克斯·費興巴赫職業學院（德语：Felix-Fechenbach-Berufskolleg）[3]

## 籃球隊
三重商工籃球隊是81學年度高中籃球聯賽（HBL）成立球隊，93學年度在乙組拿下冠軍，隔年94年度挑戰甲級至今，目前九次打過八強，最好成績是94學年度獲得第五名，在李維育離隊後，近期換三名教練，包含徐琮瑋、張曉玉甚至現任畢業校友周敬，進入重建期。培育出不少好手，最出名是陳志忠。
| 學年度    | 級別 | 成績   |
| --------- | ---- | ------ |
| 81學年度  | 甲級 | 第八名 |
| 85學年度  | 甲級 | 第七名 |
| 86學年度  | 甲級 | 第六名 |
| 88學年度  | 甲級 | 第八名 |
| 93學年度  | 乙級 | 冠軍   |
| 94學年度  | 甲級 | 第五名 |
| 98學年度  | 甲級 | 第七名 |
| 101學年度 | 甲級 | 第八名 |
| 111學年度 | 甲級 | 第八名 |
| 112學年度 | 甲級 | 第八名 |

## 外部連結
- 官方网站